# Cnidium dauricum
Cnidium dauricum är en flockblommig växtart som först beskrevs av Nikolaus Joseph von Jacquin, och fick sitt nu gällande namn av Friedrich Ernst Ludwig von Fischer och Carl Anton von Meyer. Cnidium dauricum ingår i släktet Cnidium och familjen flockblommiga växter. Inga underarter finns listade i Catalogue of Life.